# Úslava
Úslava – rzeka w południowo-zachodnich Czechach, w kraju pilzneńskim. Stanowi prawy dopływ rzeki Berounki, do której wpada w centrum Pilzna.